# Lille Bissinge
Lille Bissinge er en lille bebyggelse i Stege Sogn, beliggende syd for Stege Nor, hvor Rødkildevej møder Søndersognsvej mellem Neble og Bissinge .
Bebyggelsen ligger i Vordingborg Kommune og tilhører Region Sjælland.